# Будакский лиман
Буда́кский лима́н — лиман в Одесской области Украины, на побережье Чёрного моря. Расположен в 18 км от города Белгород-Днестровский. Лиман отделён от моря узкой пересыпью шириной 80-200 метров. На берегу лимана расположен пгт Сергеевка, а также села Беленькое, Чабанское, Косовка, Попаздра, Приморское, Курортное.
Временная связь лимана с морем осуществляется через канал «Будаки» (на юго-западе), иногда через промоины в пересыпи. Лиман связан с низовьем Днестровского лимана каналами «Бугаз-1» и «Бугаз-2». В центре лимана, напротив пгт Сергеевка, возведён мост, соединяющий пересыпь с посёлком.

## Природа
Лиман вытянут вдоль побережья моря и имеет в длину (по осевой линии) — 17 км, ширину — 1,5 км, высоту над уровнем моря — от 0,8 до 2,4 м и общую площадь — 3200 га. Длина песчаной пересыпи, отделяющей лиман от моря — около 18 км, её ширина — 80-200 метров. Общая протяжённость пересыпи от лимана Сасык до Днестровского лимана — 55 км. Лиман мелководен, максимальная глубина достигает 2,2 м, средняя — 1,05 м. В летний период вода лимана прогревается до 26-28 °C, а на отмелях до 33 °C. Берег Будакского лимана со стороны материка обрывистый, средняя высота 8-12 м, в районе Сергеевки — до 18-35 м.
За счёт выхода подземных источников, северо-восточная часть водоёма наиболее опреснённая (солёность 2-14 ‰), юго-западная и центральная части лимана — наиболее солёные (солёность 15-32 ‰).
Будакский лиман относится к лимано-лагунам междуречья Дунай-Днестр. По сравнению с другими лиманами междуречья, он образовался несколько ранее и на картах конца XVIII и начала XIX столетия представлял юго-западное ответвление Днестровского лимана.
Сейчас пограничная зона между ними имеет ряд топких плавней площадью около 10 км². Многие виды птиц (чайки, бакланы, утки и др.) вьют в зарослях гнёзда и выводят потомство, а осенью собираются стаи перелётных диких уток, гусей и лебедей.

## Курорт
Первые сведения о курорте относятся к 80-м годам девятнадцатого столетия, когда известный русский химик А. А. Вериго научно доказал целебность грязей и рапы Будакского лимана. В 1895 году здесь впервые была построена небольшая грязелечебница. Развитие курорта Сергеевка началось в 1940 году, после воссоединения Бессарабии с СССР. Впервые для Украинского государства, статус курорта Сергеевка получила в 1996 году. В настоящее время за летний период года в Сергеевке отдыхает до 25 тысяч человек.
По климатической характеристике курорт Сергеевка входит в одесскую группу курортов, характерными особенностями которых является сухой чистый воздух, освежаемый лёгким морским бризом, продолжительность тёплого сезона с апреля по октябрь, изобилие солнечных дней — свыше 290 в году.